# Astilbe macroflora
Astilbe macroflora Hayata, plymastilbe, är en flerårig ört.

## Beskrivning[4]
Plymastilbe blir 15 — 30 cm hög. Blad i grupper om tre, eller omväxlande tre och två blad i grupperna. Flera bladskaft löper samman till en knöl nertill. Strödda, långa hår längs bladens 4 à 5 nerver. Skaften regelbundet besatta med styva hår.
Småbladen är snett ovala, 24 — 38 mm × 23 — 33 mm., kanterna dubbelt taggade och håriga, spetsiga i toppen.
Lång, hårig blomstjälk. 10 ståndare, 2,5 — 4 mm långa, 2 pistiller som spretar isär, ca 5 mm långa. 5 kronblad, 30 — 34 mm × ca 1 mm, mestadels rundade i toppen.
Fröhuset tvårummigt, ca 5 mm långt. Fröna helt små.

Vippa

Blommor i vippa 4 — 8 mm med långa hår på skaften. Blomstjälken brunröd och besatt med långa hår.
5 ovala eller smala foderblad 2,0 — 2,5 mm × ca 1 mm, båda sidorna kala, kanterna naggade med glesa hår, slutar med en spets.
2 fröhus, som är delvis sammanväxta. Fruktämnet bara delvis inneslutet.
Blommar juli — augusti. 
Kromosomtal 2n = 14.

## Underarter
- Astilbe chinensis var. davidii Franch.,1884, smal plymastilbe
- Astilbe chinensis var. divaricata Nakai, 1986
  - Synonym Astilbe rubra var. divaricata (Nakai) W.Lee
- Astilbe chinensis var. formosa Nakai, 1919
  - Synonym Astilbe thunbergii var. formosa (Nakai) Ohwi, 1953
- Astilbe chinensis var. japonica Maxim.
- Astilbe chinensis var. koreana Kom., 1903
  - Synonym Astilbe koreana (Kom.) Nakai, 1922
- Astilbe chinensis var. longicarpa Hayata, 1908
  - Synonym Astilbe longicarpa (Hayata) Hayata, 1911
- Astilbe chinensis var. pumila hort auct.
- Astilbe chinensis var. tarquetii (H.Lév.) Vilm., stor plymastilbe

## Habitat
Taiwan, 3 200 – 3 800 m ö h 
Finns odlad i Göteborgs botaniska trädgård.

## Bild

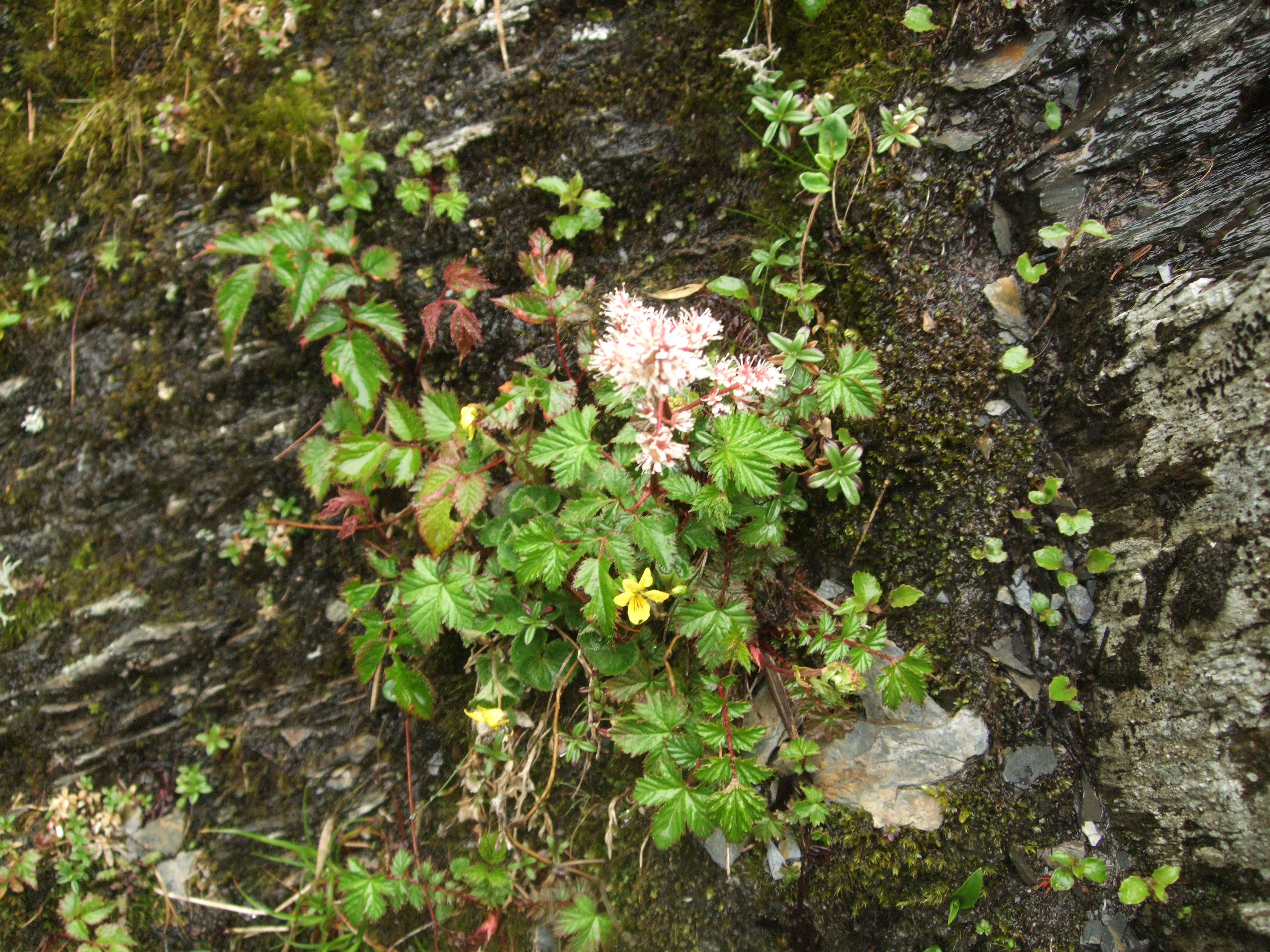
Den lilla gula blomman tillhör en annan växt (okänd art), som smugit sig in under lövverket